# Leistungsklasse A 2012/13
Die Saison 2012/2013 der Leistungsklasse A war die 24. Austragung der höchsten Spielklasse im Schweizer Fraueneishockey und zugleich die 27. Schweizer Meisterschaft. Den Titel gewann zum dritten Mal in Folge die ZSC Lions Frauen. Die Mannschaft des DHC Langenthal verlor alle 20 Saisonspiele sowie alle Spiele der Play-outs und Liga-Relegation und stieg folgerichtig in die Leistungsklasse B ab. Anschliessend wurde der Klub vom Spielbetrieb zurückgezogen.

## Modus
Der Spielmodus der Leistungsklasse A sieht eine Qualifikation bestehend aus Hin- und Rückrunde sowie Play-offs (Best of Five) und Play-outs vor. Die Hin- und Rückrunde besteht jeweils aus 10 Spielen je Mannschaft. Vor der Rückrunde werden die gesammelten Punkte halbiert. Nach der Qualifikation spielen die Mannschaften auf den Rängen 1–4 in den Play-offs um den Schweizer Meistertitel, während die Mannschaften auf Platz 5 und 6 in einer Best-of-Five-Serie den Teilnehmer an der Relegation gegen den Sieger der LKB ermitteln.
Die Spiele der Leistungsklasse A werden nach der Drei-Punkte-Regel gewertet: Für einen Sieg nach regulärer Spielzeit gibt es drei Punkte, für einen Sieg nach Verlängerung oder Penaltyschiessen zwei Punkte, für eine Niederlage nach Verlängerung oder Penaltyschiessen einen Punkt und für eine Niederlage nach regulärer Spielzeit null Punkte.

## Teilnehmer
| Team                    | Trainer          | Spielstätte                          |
| ----------------------- | ---------------- | ------------------------------------ |
| HC Lugano               | Marzio Brambilla | Resega, Lugano                       |
| DHC Langenthal          | Beat Müller      | Eishalle Schoren, Langenthal         |
| SC Reinach              | Philipp Steiner  | Eishalle Oberwynental, Reinach       |
| EV Bomo Thun            | Johann Scheurer  | Kunsteisbahn Grabengut, Thun         |
| HC Université Neuchâtel | Sven Schwab      | Patinoires du Littoral, Neuenburg    |
| ZSC Lions Frauen        | Daniela Diaz     | Kunsteisbahn Oerlikon (KEBO), Zürich |

## Hauptrunde

### Qualifikation
Abkürzungen: Sp = Spiele, S = Siege, OTS = Sieg nach Verlängerung o. Penaltyschiessen, N = Niederlagen
| Rang | Verein                  | Sp | S  | OTS | OTN | N  | Tore   | Punkte |
| ---- | ----------------------- | -- | -- | --- | --- | -- | ------ | ------ |
| 1.   | ZSC Lions Frauen        | 10 | 10 | 0   | 0   | 0  | 79:016 | 30     |
| 2.   | HC Lugano               | 10 | 7  | 0   | 0   | 3  | 67:030 | 21     |
| 3.   | EV Bomo Thun            | 10 | 4  | 1   | 0   | 5  | 48:055 | 14     |
| 4.   | SC Reinach              | 10 | 4  | 0   | 1   | 5  | 44:034 | 13     |
| 5.   | HC Université Neuchâtel | 10 | 3  | 1   | 1   | 5  | 38:055 | 12     |
| 6.   | DHC Langenthal          | 10 | 0  | 0   | 0   | 10 | 14:100 | 0      |

### Masterround
| Rang | Verein                  | Sp | S | OTS | OTN | N  | Tore   | Punkte |
| ---- | ----------------------- | -- | - | --- | --- | -- | ------ | ------ |
| 1.   | ZSC Lions               | 10 | 7 | 1   | 0   | 2  | 83:018 | 38     |
| 2.   | HC Lugano               | 10 | 8 | 0   | 0   | 2  | 78:034 | 35     |
| 3.   | SC Reinach              | 10 | 5 | 0   | 0   | 5  | 60:032 | 22     |
| 4.   | HC Université Neuchâtel | 10 | 5 | 0   | 0   | 5  | 36:058 | 21     |
| 5.   | EV Bomo Thun            | 10 | 4 | 0   | 1   | 5  | 31:046 | 20     |
| 6.   | DHC Langenthal          | 10 | 0 | 0   | 0   | 10 | 09:109 | 0      |

### Beste Scorer
Abkürzungen:  Sp = Spiele, T = Tore, V = Assists, Pkt = Punkte, SM = Strafminuten; Fett:  Bestwert
| Spieler            | Mannschaft              | Sp | T  | V  | Pkt | SM |
| ------------------ | ----------------------- | -- | -- | -- | --- | -- |
| Danijela Rundqvist | HC Lugano               | 20 | 30 | 24 | 54  | 12 |
| Sara Benz          | ZSC Lions               | 17 | 30 | 20 | 50  | 8  |
| Isabel Waidacher   | ZSC Lions               | 18 | 19 | 30 | 49  | 20 |
| Angela Taylor      | ZSC Lions               | 18 | 18 | 30 | 48  | 22 |
| Christine Meier    | ZSC Lions               | 19 | 19 | 28 | 47  | 6  |
| Stefanie Marty     | SC Reinach              | 16 | 23 | 22 | 45  | 14 |
| Evelina Raselli    | HC Lugano               | 20 | 19 | 22 | 41  | 20 |
| Kira Misikowetz    | HC Lugano               | 16 | 16 | 25 | 41  | 24 |
| Nicole Bullo       | HC Lugano               | 18 | 21 | 19 | 40  | 14 |
| Simona Studentová  | HC Université Neuchâtel | 19 | 29 | 8  | 37  | 16 |

## Play-offs
|  | Halbfinal | Halbfinal               | Halbfinal |                  |  | Final | Final                   | Final |
|  |           |                         |           |                  |  |       |                         |       |
|  |           |                         |           |                  |  |       |                         |       |
|  | 1.        | ZSC Lions Frauen        | 3         |                  |  |       |                         |       |
|  | 4.        | HC Université Neuchâtel | 0         |                  |  | 1.    | ZSC Lions               | 3     |
|  |           |                         |           |                  |  | 3.    | HC Lugano               | 2     |
|  |           |                         |           |                  |  |       |                         |       |
|  |           |                         |           | Spiel um Platz 3 |  |       |                         |       |
|  | 2.        | HC Lugano               | 3         |                  |  |       |                         |       |
|  | 3.        | SC Reinach              | 1         |                  |  | 3.    | SC Reinach              | 4     |
|  |           |                         |           |                  |  | 4.    | HC Université Neuchâtel | 3     |
|  |           |                         |           |                  |  |       |                         |       |

### Halbfinal
HC Lugano – SC Reinach
| 16. Februar 2013 17:15 Uhr | HC Lugano | 3:6 (1:2, 1:2, 1:2) Spielbericht | SC Reinach | Pista Reseghina, Porza Zuschauer: 132 |

| 17. Februar 2013 20:15 Uhr | SC Reinach | 0:4 (0:1, 0:1, 0:2) Spielbericht | HC Lugano | Eishalle Oberwynental, Reinach Zuschauer: 110 |

| 23. Februar 2013 15:00 Uhr | HC Lugano | 4:2 (1:2, 1:0, 2:0) Spielbericht | SC Reinach | Resega, Lugano Zuschauer: 83 |

| 24. Februar 2013 15:15 Uhr | SC Reinach | 2:4 (0:1, 0:2, 2:1) Spielbericht Stand: 1:3 | HC Lugano | Eishalle Oberwynental, Reinach Zuschauer: 93 |

ZSC Lions – HC Université Neuchâtel
| 16. Februar 2013 17:30 Uhr | ZSC Lions Frauen | 10:1 (8:0, 1:0, 1:1) Spielbericht | HC Université Neuchâtel | KEBO Oerlikon, Zürich Zuschauer: 99 |

| 17. Februar 2013 16:30 Uhr | HC Université Neuchâtel | 2:5 (0:0, 2:1, 0:4) Spielbericht | ZSC Lions Frauen | Patinoires du Littoral, Neuenburg NE Zuschauer: 81 |

| 2. März 2013 20:15 Uhr | ZSC Lions Frauen | 8:2 (1:0, 3:1, 4:1) Spielbericht Stand: 3:0 | HC Université Neuchâtel | KEBO Oerlikon, Zürich Zuschauer: 101 |

### Spiel um Platz 3
| 9. März 2013 19:30 Uhr | SC Reinach Anja Stiefel (2:40) Anja Stiefel (16:50) Julia Marty (29:51) Anja Stiefel (47:13) | 4:3 (2:1, 1:2, 1:0) Spielbericht | HC Université Neuchâtel Caroline Parisi (1:31) Simona Studentová (20:45) Simona Studentová (38:27) | Eishalle Oberwynental, Reinach Zuschauer: 107 |

### Final
| 9. März 2013 19:30 Uhr | ZSC Lions Frauen Christine Meier (33:13) Cyndy Kenyon (59:21) | 2:3 n. V. (0:1, 1:1, 1:0, 0:1) Spielbericht | HC Lugano Nicole Bullo (1:58) Shannon Reilly (21:40) Nicole Bullo (64:30) | Kunsteisbahn Oerlikon, Zürich Zuschauer: 142 |

| 10. März 2013 17:00 Uhr | HC Lugano Danijela Rundqvist (17:07) Danijela Rundqvist (26:26) Romy Eggimann (37:29) Shannon Reilly (54:00) | 4:3 (1:2, 2:0, 1:1) Spielbericht | ZSC Lions Frauen Lara Stalder (4:08) Lara Stalder (11:02) Christine Meier (57:06) | Pista Resega, Lugano Zuschauer: 212 |

| 16. März 2013 13:00 Uhr | ZSC Lions Frauen Christine Meier (32:18) Lara Stalder (34:09) Christine Meier (50:02) | 3:1 (0:0, 2:0, 1:1) Spielbericht | HC Lugano Nicole Bullo (59:09) | Kunsteisbahn Küsnacht, Zürich Zuschauer: 122 |

| 17. März 2013 20:30 Uhr | HC Lugano | 0:2 (0:0, 0:1, 0:1) Spielbericht | ZSC Lions Frauen Lara Stalder (28:34) Christine Meier (46:13) | Pista Resega, Lugano Zuschauer: 140 |

| 23. März 2013 11:00 Uhr | ZSC Lions Frauen Isabel Waidacher (18:53) Alina Müller (25:02) Cyndy Kenyon (26:22) Christine Meier (59:46) | 4:3 (1:0, 2:2, 1:1) Spielbericht Stand: 3:2 | HC Lugano Sarah Forster (33:51) Shannon Reilly (34:15) Romy Eggimann (56:07) | Kunsteisbahn Küsnacht, Zürich Zuschauer: 284 |

### Kader des Schweizer Meisters
| Schweizer Meister ZSC Lions Frauen | Torhüter: Andrea Brändli, Vanessa Clavadetscher, Anna Vanhatalo Abwehr: Livia Altmann, Laura Benz, Keely Covo, Nicole Gubler, Christine Meier, Reica Staiger, Lara Stalder Angriff: Sara Benz, Melanie Häfliger, Cyndy Kenyon, Stefanie Kühne, Alina Müller, Katrin Nabholz, Eva-Maria Schwärzler, Angela Taylor, Isabel Waidacher, Sabrina Zollinger Trainerstab: Daniela Diaz |

### Auszeichnungen
- Most Valuable Players : Sophie Anthamatten (Lugano) und Christine Meier (ZSC)

### Beste Scorer
Abkürzungen: Sp = Spiele, T = Tore, V = Assists, Pkt = Punkte, SM = Strafminuten; Fett: Bestwert
| Spieler            | Mannschaft | Sp | T  | V  | Pkt | SM |
| ------------------ | ---------- | -- | -- | -- | --- | -- |
| Christine Meier    | ZSC Lions  | 8  | 12 | 6  | 18  | 2  |
| Nicole Bullo       | HC Lugano  | 9  | 6  | 9  | 15  | 2  |
| Angela Taylor      | ZSC Lions  | 8  | 0  | 11 | 11  | 16 |
| Lara Stalder       | ZSC Lions  | 7  | 6  | 4  | 10  | 2  |
| Danijela Rundqvist | HC Lugano  | 9  | 5  | 4  | 9   | 47 |
| Romy Eggimann      | HC Lugano  | 9  | 3  | 5  | 8   | 4  |
| Bettina Meyer      | HC Lugano  | 9  | 4  | 4  | 8   | 4  |
| Katrin Nabholz     | ZSC Lions  | 8  | 3  | 5  | 8   | 0  |

## Play-outs
| 16. Februar 2013 17:30 Uhr | EV Bomo Thun | 15:2 (5:0, 4:0, 6:2) Spielbericht | DHC Langenthal | Kunsteisbahn Sagibach, Wichtrach Zuschauer: 34 |

| 17. Februar 2013 17:15 Uhr | DHC Langenthal | 2:3 n. V. (0:2, 1:0, 1:0, 0:1) Spielbericht | EV Bomo Thun | Eishalle Schoren, Langenthal Zuschauer: 53 |

| 23. Februar 2013 17:30 Uhr | EV Bomo Thun | 4:2 (0:1, 2:0, 2:1) Spielbericht Stand: 3:0 | DHC Langenthal | Kunsteisbahn Sagibach, Wichtrach Zuschauer: 52 |

## Relegation
| 10. März 2013 17:00 Uhr | DHC Langenthal | 3:4 (1:3, 2:0, 0:1) Spielbericht | SC Weinfelden | Eishalle Schoren, Langenthal Zuschauer: 97 |

| 16. März 2013 20:00 Uhr | SC Weinfelden | 2:1 (1:0, 1:1, 0:0) Spielbericht Stand: 2:0 | DHC Langenthal | KEB Güttingersreuti, Weinfelden Zuschauer: 185 |

Der SC Weinfelden stieg somit in die Leistungsklasse A auf, während der DHC Langenthal in die zweite Spielklasse abstieg.